# Palazzo di Sangro

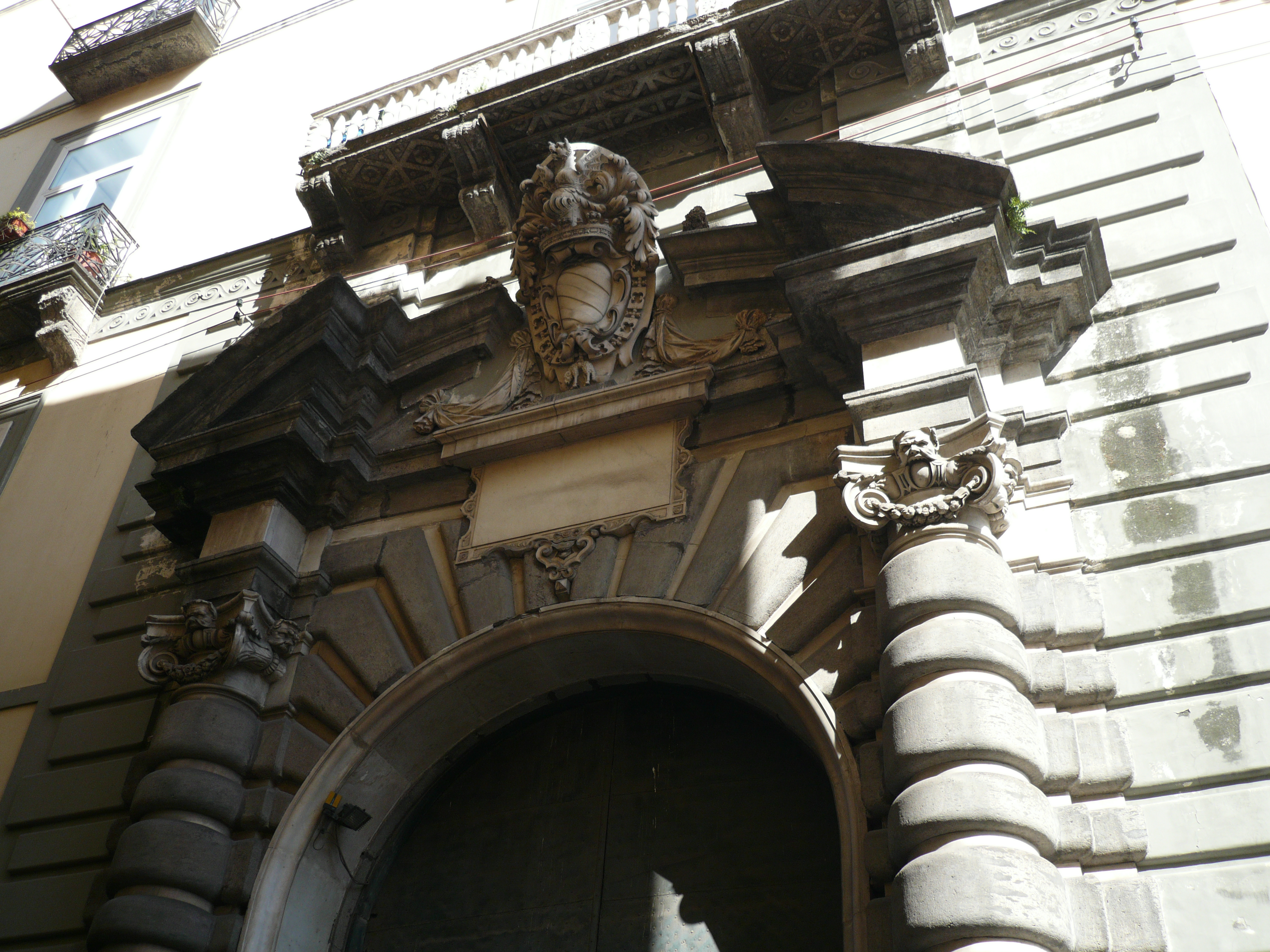
Decorazioni sull'ingresso del palazzo

Palazzo di Sangro è un palazzo di Napoli situato in vico san Domenico Maggiore.

## Storia
L'edificio fu eretto nel XVI secolo per volontà di Giovan Francesco Paolo di Sangro, primo principe di San Severo, come residenza della casata, su disegni dello scultore e architetto Giovanni da Nola. 
Giovan Francesco Paolo di Sangro, primo principe di San Severo, fece edificare nel giardino del palazzo la chiesa di Santa Maria della Pietà come luogo di sepoltura di famiglia, in sostituzione di una edicola votiva. Il figlio Alessandro, patriarca di Alessandria e arcivescovo di Benevento, continuò l'opera paterna inaugurando la chiesa nel 1613. Con il secondo principe di San Severo, Paolo de Sangro, nel 1621 furono effettuati alcuni rifacimenti, che interessarono, in particolar modo, la facciata; gli interventi furono diretti dall'architetto e ingegnere regio Bartolomeo Picchiatti. Il portale fu eseguito da Vitale Finelli.
Il periodo d'oro del palazzo fu nel XVIII secolo quando il settimo principe di San Severo, Raimondo di Sangro, fece risistemare gli interni della cappella di famiglia e abbellì il palazzo. Frattanto, nel 1736 il principe sposò, per procura, la cugina Carlotta Gaetani. Durante i lavori settecenteschi furono realizzate le decorazioni degli interni e fu costruito il cavalcavia con orologio che collegava il palazzo con la cappella di famiglia. I lavori iniziati nel 1735 da Raimondo furono terminati dal figlio Vincenzo, il quale concluse i lavori della cappella negli ultimi anni del secolo. Nella notte del 28 settembre 1889, per infiltrazioni d'acqua, crollò la parte del palazzo dove era stato edificato il cavalcavia.
Fu residenza del principe Gesualdo da Venosa e teatro del tristemente celebre uxoricidio.

## Descrizione
Il palazzo è caratterizzato dalla facciata cinquecentesca, in cui s'inserisce il portale del Picchiatti eseguito dallo scultore carrarese Vitale Finelli. Il prospetto si eleva su un basamento in piperno, dotato di finestroni con cornici leggermente modanate. Appena sopra sorge un piano sopraelevato con mezzanino; una cornice marcapiano delimita il piano nobile, con balconi che conservano elementi cinquecenteschi nelle mensole e delle balaustre. Nell'incisione del Petrini del 1718 si rilevano sia la presenza di un piano ammezzato con finestre archivoltate su quello nobile, sia un sottotetto con aperture rettangolari nel cornicione; la probabile sopraelevazione ottocentesca conferì all'edificio caratteri piuttosto uniformi, facendo perdere traccia di questi elementi.
Il portale, completamente centrato nella composizione del prospetto, è caratterizzato da elementi tipici dell'architettura tardomanierista, come il ricorso al trattamento parietale attraverso il bugnato; le semicolonne presentano rocchi a bugne di dimensioni alterne, mentre i capitelli, in marmo bianco, sono ionici, secondo lo stile di Michelangelo Buonarroti. Sulla chiave di volta è posizionata una lapide marmorea senza tracce di iscrizioni, a sua volta sormontata dallo stemma di famiglia incorniciato dal timpano arcuato spezzato.
Al cortile si accede attraverso l'atrio, decorato a listello bugnato nel XVIII secolo, con volte stuccate a riquadri; le decorazioni a tema e antropomorfe sono attribuite a Giuseppe Sammartino e a Francesco Celebrano. Altre decorazioni del Celebrano sono le Stagioni dipinte ad affresco nel mezzanino. Prima del crollo del cavalcavia in un'ala del palazzo vi erano decorazioni pittoriche di Belisario Corenzio, che si persero irrimediabilmente con il crollo dell'ala.